# Stipa coronata
Stipa coronata là một loài thực vật có hoa trong họ Hòa thảo. Loài này được Thurb. miêu tả khoa học đầu tiên năm 1880.